# Iridium flare

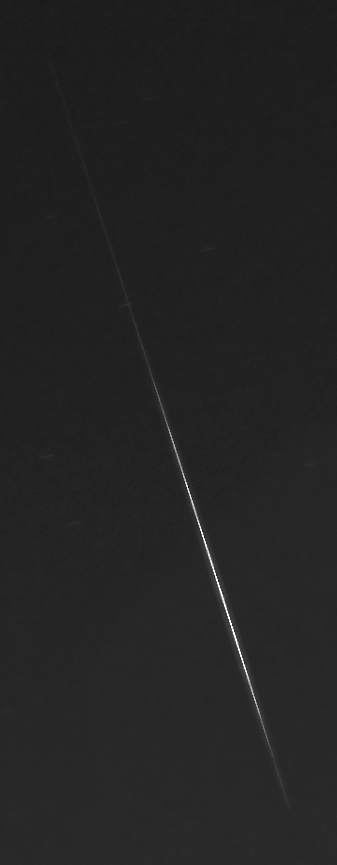
Iridium Flare; posa 30 secondi

L'Iridium flare è un fenomeno ottico visibile ad occhio nudo sulla sfera celeste, causato da satelliti artificiali in orbita intorno alla terra, in particolar modo dai satelliti Iridium. Possono essere osservati persino di giorno, sapendo dove si verificheranno.
Accade quando le loro antenne riflettono la luce del Sole direttamente verso la Terra, creando un fascio di luce in movimento veloce in grado di illuminare una striscia lunga centinaia di chilometri, e di una decina di ampiezza, sulla superficie terrestre. Questi flash possono essere molto luminosi (facilmente di magnitudine -4, e fino alla magnitudine –8, ma eccezionalmente possono arrivare a –9,5). 
Data la loro scarsa fama ma notevole visibilità, è molto facile che le persone scambino gli Iridium flare per strani oggetti volanti o persino per stelle che cominciano a muoversi per poi spegnersi. Dalla fine del 2019 non si registra più questo fenomeno.

## Descrizione del fenomeno
Se ci si trova in piena fascia di transito, ad occhio nudo, si osserva all'improvviso un debolissimo punto luminoso comparire in cielo, il quale si sposta con moto rettilineo ed uniforme nella volta celeste. Man mano che si sposta, la sua luminosità aumenta gradualmente sino a raggiungere un livello massimo, il picco di magnitudine, che precede un'altrettanto graduale diminuzione della luminosità, conservando sempre lo stesso moto, sino a completa sparizione del punto luminoso. Tutto questo normalmente può durare da meno di cinque a una trentina di secondi e occupare porzioni fino a qualche grado (l'ampiezza del palmo stendendo il braccio).
Non bisogna confondere gli Iridium flare (dovuti alla riflessione del Sole su antenne molto grandi e lucide) con i passaggi di satelliti brillanti, in primis la Stazione spaziale internazionale, detta anche ISS. Tali passaggi possono durare anche alcuni minuti e attraversare l'intera volta celeste, ma la luminosità del satellite varia meno e soprattutto con lentezza. Alcuni Iridium flare, invece, sono quasi istantanei e colgono del tutto alla sprovvista l'osservatore occasionale.
È teoricamente possibile, in condizioni meteo ottimali e totale oscurità, osservare il fascio di luce del "centro del flare" proiettato verso il suolo, avvicinarsi al sito di osservazione e riallontanarsi. Ciò può avvenire con un Iridium flare molto luminoso (almeno magnitudine –8), magari stando in cima ad una montagna. La cosa è del tutto analoga alle eclissi totali di Sole dove, se la natura del terreno lo consente, è possibile osservare l'arrivo dell'ombra lunare.

## Visibilità

Simulazione di un flare tipico

Utilizzando software specifici o affidandosi a siti Internet dedicati come Heavens-Above è possibile creare delle effemeridi precise di tutti i flare visibili dalla propria zona: orario, coordinate celesti, magnitudine e distanza dal centro del flare. Infatti non sempre capita che il riflesso del satellite illumini in pieno il sito di osservazione, quindi se si vuole osservare appieno il fenomeno bisogna spostarsi di alcuni chilometri lineari verso il "centro del flare", ovvero la zona di massima intensità luminosa. Basti pensare che la differenza di luminosità del medesimo Iridium flare, se osservato a soli 6 km dal centro può variare di 1 magnitudine, se ci si sposta di 20 km anche il doppio.
Non vi è una legge precisa al riguardo, dipende solo dall'inclinazione delle antenne e dalla posizione del satellite rispetto all'orizzonte e il Sole.

## Documentare unIridium flare
Essendo fenomeni luminosi visibili ad occhio nudo, è possibile documentare il fenomeno su supporto video o fotografico. Va ricordato che nel caso di un supporto video si può apprezzare la comparsa e il movimento del flare sul campo celeste.
Qualora invece usassimo un supporto fotografico è obbligatorio usare tempi di posa lunghi, almeno sopra i 15 secondi: 
- sotto tale tempo non sarebbe visibile il campo celeste e quindi si otterrebbe solo una traccia bianca su campo nero
- usando un tempo più breve si vedrebbe solo un punto luminoso su campo nero

Lavorando in posa B è possibile documentare il fenomeno, col solo risultato però di vedere una striscia bianca sul cielo, leggermente panciuta al centro. L'uso di obiettivi grandangolari o teleobiettivi dipende dalla lunghezza del percorso apparente del flare.